# Szentlőrinc vára
Szentlőrinc vára egy középkori várhely Horvátországban, Vukovár-Szerém megyében, Szentlőrincváralja határában. 

## Fekvése
Szentlőrincváralja falutól keletre, a Báza (Bošut) nagy kanyarulatának keleti oldalán található.

## Története
A várat 1387-ben Mária királynő oklevelében „Castrum Zenchlerynch” alakban említik, amikor a hűtlen Horvátiak birtokát híveinek, a Garaiaknak adja.  1432-ben Zsigmond királynak a Garaiak birtokmegosztásáról szóló oklevelében találjuk „Castrum Zenth Lewryncz” néven. 
1478-ban a Garaiak megosztoznak a Szécsiekkel a birtokon. Ekkor a várban egy faházat (unum domum ligneam in terra in fine domus) jelölnek ki a Szécsiek számára, ugyanekkor a vár kőpincéit is említik. 1491-ben már a Ráskai Balázs kezén találjuk, aki ekkor cserébe a vingárti Gerébeknek adta a hasonló nevű, valamint Apáti és Szat városokkal együtt. Még 1496-ban is a Gerébeké volt. Utoljára 1503-ban említik. Valószínűleg a török háborúkban pusztult el.

## A vár mai állapota
Bár területe már teljesen beerdősült, a légifotókon még kirajzolódnak az egykori sáncok nyomai.